# Sabrina: Secrets of a Teenage Witch
Sabrina: Secrets of a Teenage Witch is een 3D-computer-animatieserie dat 12 oktober 2013 in Amerika in première ging bij Disney Channel. Het is de spin-off van de televisieserie uit 1996, Sabrina the teenage Witch.
De serie telt maar 1 seizoen en 26 afleveringen. Er komt geen tweede seizoen.
Op 25 augustus 2014 werd de serie in Nederland en België uitgezonden in nagesynchroniseerde versie.

## Verhaal
De serie gaat over Sabrina, een jonge blonde tiener die een halve heks is. Ze leeft met haar twee tantes in de mensenwereld. Ze heeft een dubbelleven als een normaal meisje dat naar school gaat en als een heks die naar de heksenwereld gaat. Niemand weet van haar heksengeheim af behalve haar beste vriendin Jessie, Sabrina heeft een oogje op Jim. Sabrina wil later een heksenprinses worden, ze is een sterke heks en heeft een zwarte kat genaamd Salem, Salem is een spion van de gemene oudere fee, Enchantra. Enchantra wil Sabrina's leven in de mensenwereld verschrikkelijk maken zodat Sabrina vlucht naar de heksenwereld waarmee Enchantra Sabrina's krachten afpakt en dat zij de machtigste wezen ooit wordt.

## Personages
- Sabrina Spellman
- Salem de Kat
- Hilda Spellman
- Zelda Spellman
- Jessie
- Enchantra
- Harvey Kinkle
- Jim
- Shinji

## Afleveringen
| Seizoen | Afleveringen | Uitgezonden     | Uitgezonden    | Uitgezonden      | Uitgezonden       |
| Seizoen | Afleveringen | Start seizoen   | Seizoensfinale | Start seizoen    | Seizoensfinale    |
| ------- | ------------ | --------------- | -------------- | ---------------- | ----------------- |
| 1       | 26           | 12 oktober 2013 | 7 juni 2014    | 25 augustus 2014 | 29 september 2014 |